# Jaroslav Kulhánek
Jaroslav Kulhánek (3. listopadu 1907 Nusle – 13. března 1942 Offrethun) byl československým stíhacím pilotem Royal Air Force padlým ve druhé světové válce.

## Život

### Před druhou světovou válkou
Jaroslav Kulhánek se narodil 3. listopadu 1907 v tehdy samostatném městě Nusle. V roce 1926 dostudoval na brněnské reálce a v říjnu téhož roku nastoupil vojenskou prezenční službu dělostřeleckému pluku 6 v Brně. Po absolvování školy pro důstojníky dělostřelectva v záloze v Litoměřicích byl přeložen do Josefova k dělostřeleckému pluk 52. Mezi lety 1927 a 1929 studoval na Vojenské akademii v Hranicích, poté se vrátil do Brna. Absolvoval několik zdokonalovacích kurzů, 17. června 1932 přešel k letectvu a stal se dělostřeleckým pozorovatelem v Olomouci. Mezi lety 1934 a 1937 sloužil ve Kbelích, v roce 1935 se stal pobočníkem velitele perutě. Dále se vzdělával a 20. července 1937 dokončil pilotní a stíhací výcvik v Prostějově. V témže roce nastoupil studium na Vysoké škole válečné v Praze, ale hektické události roku 1938 mu umožnily dokončit jen druhý ročník. Dosáhl hodnosti kapitána.

### Druhá světová válka

#### Francie
Po německé okupaci a rozpuštění Československé armády měl Jaroslav Kulhánek nastoupit na pozici úředníka okresního úřadu v Domažlicích. Nestalo se tak, protože ilegálně opustil Protektorát Čechy a Morava a odešel přes Polsko a Velkou Británii do Francie. Po zaškolení na stroje Morane-Saulnier MS.406 se zúčastnil bitvy o Francii, během které zapsal jeden sestřelený letoun ve spolupráci a také musel jednou nouzově přistát. K 5. červnu 1940 se stal velitelem československé letky operující v rámci francouzské jednotky GC I/6. Po pádu Francie odplul do Casablancy, kde pomáhal organizovat přesun československých do Velké Británie. Sám odjel jako jeden z posledních 13. srpna 1940.

#### Velká Británie
Po příjezdu do Velké Británie působil Jaroslav Kulhánek na inspektorátu československého letectva v Londýně. Na vlastní žádost byl přeložen k operačním jednotkám a to i za cenu snížení hodnosti. Po přeškolovacím kurzu nastoupil 11. listopadu 1941 ke 124. peruti RAF. Mj. se zúčastnil 12. února 1942 leteckých bojů během německé Operace Cerberus tj. přesunu bitevních křižníků Scharnhorst a Gneisenau skrz Lamanšský průliv, během kterých Jaroslav Kulhánek zapsal dva poškozené německé stroje. Dne 13. března se účastnil doprovodu bombardérů při náletu na Hazebrouck, během kterého byl pravděpodobně zabit přímo v kabině letadla hptm. Joachimem Münchebergem. Neovládaný stroj Supermarine Spitfire Mk.VB BL758 se zřítil do lesíka Bois Sergent u Offrethunu. Pohřben je na kanadském vojenském hřbitově v Leubringhenu v hrobu E-3.

## Rodina
Matka Jaroslava Kulhánka Zdeňka Kulhánková žila po odchodu syna do emigrace v Říčanech. V roce 1942 byla zatčena gestapem a umístěna v internačním táboře Svatobořice, odtud přesunuta do koncentračního tábora Auschwitz, kde v roce 1943 zahynula. Jeho bratranec Jaroslav Valášek byl rovněž v zahraničním odboji.

## Ocenění

### Vyznamenání
- 1940 a 1942 Československý válečný kříž 1939
- Československá medaile Za chrabrost před nepřítelem
- Československá medaile za zásluhy I. stupně
- Pamětní medaile československé armády v zahraničí
- Croix de guerre avec palme et 2 etoiles a vermeil
- Evropská hvězda leteckých posádek
- Válečná medaile 1939–1945

### Posmrtná ocenění
- Jaroslav Kulhánek byl v roce 1947 in memoriam povýšen do hodnosti podplukovníka a v roce 1991 do hodnosti plukovníka